# Potamodrilus fluviatilis
Potamodrilus fluviatilis är en ringmaskart som först beskrevs av Lastochkin 1935.  Potamodrilus fluviatilis ingår i släktet Potamodrilus, och familjen Potamodrilidae. Arten är reproducerande i Sverige.